# Abbotsford News
Die Abbotsford News ist eine kanadische Lokalzeitung in Abbotsford, British Columbia und wird vom Verlag Black Press herausgegeben. Es werden mehr als 40.000 Exemplare zweimal pro Woche gedruckt und in Abbotsford sowie darüber hinaus in den angrenzenden Gemeinden von Mission verkauft.
Die Abbotsford News behauptet von sich, eine der ersten Lokalzeitungen in der Provinz British Columbia zu sein, da ihre Wurzeln in der Abbotsford Post zu finden seien, die im Jahr 1906 von dem aus Mission stammenden Verleger John A. Bates gegründet wurde. Die Abbotsford Post wurde im Jahr 1922 verkauft und wurde in Abbotsford, Sumas and Matsqui News umbenannt. Weitere Verkäufe an neue Eigentümer fanden 1938 und 1962 statt. Black Press erwarb die Abbotsford News im Jahr 1997.

## Abbotsford Times
Die Abbotsford News konkurrierte gegen die Abbotsford Times, bis Black Press die Abbotsford Times von der Glacier Media erwarb, und im Dezember 2013 bekannt gab, dass man sie aufgrund der Verluste und des Desinteresses der Mitarbeiter zu Black Press zu kommen, nicht mehr veröffentlichen wolle.